# Дуб Пестеля
Дуб Пестеля. Обхват 2,5 м. Вік понад 200 років. Висота 28 м. Росте в Тульчинському районі Вінницької області, с. Кирнасівка, названий на честь декабриста  П. Пестеля, який неодноразово бував біля цього дуба. Дерево необхідно заповісти.

## Ресурси Інтернету
- Фотогалерея самых старых и выдающихся деревьев Украины  [Архівовано 8 квітня 2014 у Wayback Machine.]

## Виноски
1. 1 2   Шнайдер С. Л., Борейко В. Е., Стеценко Н. Ф. 500 выдающихся деревьев Украины. — К.: КЭКЦ, 2011. — 203 с.